# Morgan
Morgan er en gammel, veletableret hesterace opkaldt efter Justin Morgan fra Vermont. Han ejede den første hingst, Figure, der udmærkede sig ved at være god både som ridehest og køre- og trækhest. I dag er morganheste trav-, køre- og showheste. I det 19. århundrede var Morgan grundlaget for andre amerikanske racer, heriblandt standardbred, saddlebred og tennessee walking horse.
Oprindelse: Massachusetts, USA
- Farver: Hovedsageligt brun, men også mørkebrun, sort og fuks.
- højde: 142 – 152
- Fysik: Let konkav profil, kraftig hals, dyb brystkasse, bred ryg, Muskeløst bagparti, kraftig hale, der bæres højt, kraftige korrekte ben.
- Karakteristiske træk: Alsidig og hårdfør, elegant
- Temperament: Godmodig, hårdtarbejdene og dynamisk.
- Brug: ride-, køre- og travhest.
- Forfædre: Welsh cob, Fuldblod, Indfødte racer.

## Eksterne kilder og henvisninger
- Beskrivelse på heste-nettet.dk